# Coupe d'Europe des vainqueurs de coupe de football 1961-1962
Navigation
Coupe des coupes 1960-1961 Coupe des coupes 1962-1963
La Coupe d'Europe des vainqueurs de coupe 1961-1962, seconde édition de la Coupe des Coupes, voit le sacre du club espagnol de l'Atlético de Madrid qui bat la Fiorentina en finale, qui se joue à partir de cette saison sur un seul match, disputé sur terrain neutre.
Il s'agit du premier titre européen pour l'Atlético de Madrid. Il s'agit également de la deuxième finale consécutive jouée par la Fiorentina dans cette compétition.
La finale se terminant sur un match nul, elle doit être rejouée mais plus de 4 mois après le premier match, en raison de la tenue de la Coupe du monde 1962.

## Tour préliminaire
| Équipe 1                | Résultat | Équipe 2                  | Aller | Retour |
| ----------------------- | -------- | ------------------------- | ----- | ------ |
| Swansea City AFC        | 3 - 7    | SC Motor Jena             | 2 - 2 | 1 - 5  |
| FC La Chaux-de-Fonds    | 6 - 7    | Leixoes SC                | 6 - 2 | 0 - 5  |
| Glenavon FC             | 2 - 7    | Leicester City FC         | 1 - 4 | 1 - 3  |
| UA Sedan-Torcy          | 3 - 7    | Atlético Madrid           | 2 - 3 | 1 - 4  |
| Rapid Vienne            | 5 - 2    | FK Spartak Varna          | 0 - 0 | 5 - 2  |
| Floriana FC             | 4 - 15   | Újpest FC                 | 2 - 5 | 2 - 10 |
| Dunfermline Athletic FC | 8 - 1    | St. Patrick's Athletic FC | 4 - 1 | 4 - 0  |

Exemptés :  AC Fiorentina (en tant que tenant du titre),   Alliance Dudelange,   FC Progresul Bucarest,   Werder Brême,   AGF Århus,  Olympiakos,   MŠK Žilina,   Ajax Amsterdam,   FK Vardar Skopje.
1. ↑  Match disputé à Linz
2. ↑  Match disputé à Belfast

## Huitièmes de finale
| Équipe 1             | Résultat | Équipe 2              | Aller | Retour |
| -------------------- | -------- | --------------------- | ----- | ------ |
| SC Motor Jena        | 9 - 2    | Alliance Dudelange    | 7 - 0 | 2 - 2  |
| Leixoes SC           | 2 - 1    | FC Progresul Bucarest | 1 - 1 | 1 - 0  |
| Werder Brême         | 5 - 2    | AGF Århus             | 2 - 0 | 3 - 2  |
| Leicester City FC    | 1 - 3    | Atlético Madrid       | 1 - 1 | 0 - 2  |
| Olympiakos           | 2 - 4    | MŠK Žilina            | 2 - 3 | 0 - 1  |
| AC Fiorentina        | 9 - 3    | Rapid Vienne          | 3 - 1 | 6 - 2  |
| Ajax Amsterdam       | 3 - 4    | Újpest FC             | 2 - 1 | 1 - 3  |
| Dunfermline Athletic | 5 - 2    | FK Vardar Skopje      | 5 - 0 | 0 - 2  |

1. ↑  Match disputé à Erfurt.
2. ↑  Match disputé à Lisbonne.

## Quarts de finale
| Équipe 1      | Résultat | Équipe 2             | Aller | Retour |
| ------------- | -------- | -------------------- | ----- | ------ |
| SC Motor Jena | 4 - 2    | Leixoes SC           | 1 - 1 | 3 - 1  |
| Werder Brême  | 2 - 4    | Atlético Madrid      | 1 - 1 | 1 - 3  |
| MŠK Žilina    | 3 - 4    | AC Fiorentina        | 3 - 2 | 0 - 2  |
| Újpest FC     | 5 - 3    | Dunfermline Athletic | 4 - 3 | 1 - 0  |

1. ↑  Match disputé à Gera.

## Demi-finales
| Équipe 1      | Résultat | Équipe 2        | Aller | Retour |
| ------------- | -------- | --------------- | ----- | ------ |
| SC Motor Jena | 0 - 5    | Atlético Madrid | 0 - 1 | 0 - 4  |
| AC Fiorentina | 3 - 0    | Újpest FC       | 2 - 0 | 1 - 0  |

1. ↑  Match disputé à Malmö.

## Finale
| Équipe 1        | Résultat | Équipe 2      | 1re finale | Appui |
| --------------- | -------- | ------------- | ---------- | ----- |
| Atlético Madrid | 4 - 1    | AC Fiorentina | 1 - 1 ap   | 3 - 0 |